# ロラント・ラウペンシュトラウフ
ロラント・ラウペンシュトラウフ（Roland Raupenstrauch, 1903年4月26日 - 1991年9月14日）は、オーストリアのピアニスト。「ローランド・ラオペンシュトラオホ」や「ローランド・ラウペンストラウヒ」等と表記されることもある。
オーストリア＝ハンガリー帝国領シェースベルクの生まれ。
12歳でピアノを弾きこなし、ウィーン音楽院でパウル・ヴァインガルテンに師事。1921年に卒業後はピアニストとして活動し、1928年にはベーゼンドルファー賞を受賞した。
1938年から1974年まで母校で教鞭をとり、1946年に教授に昇格した。
ウィーンにて没。

## ディスコグラフィ
- モーツァルト ピアノと管楽のための五重奏曲：ウィーン・フィルハーモニー木管グループ：1956年：Westminster XWN18119（LP）
- リムスキー＝コルサコフ 五重奏曲 変ロ長調：ハンス・レズニチェック、カール・エールベルガー、レオポルト・ウラッハ、ゴットフリート・フォン・フライベルク：1950年：Westminster WL 5019 （LP）